# Sildi
Sildi (Сильди (ryska)) är en liten by (село (ryska)) i rajonen (ungefär motsvarande kommun) Tsumadinskij i delrepubliken Dagestan i Ryssland. Den ligger på drygt 1 800 meters höjd nära gränsen till Tjetjenien.

## Kända personer från Sildi
- Chabib Nurmagomedov (MMA-utövare)